# جون تورنر (لاعب كريكت)
جون تورنر (10 أبريل 1863 - 23 يوليو 1924) (بالإنجليزية: John Turner)‏ هو لاعب كريكت بريطاني.

## وصلات خارجية
- جون تورنر على موقع إي آس بي آن كريك إنفو (الإنجليزية)